# 卡緬卡區 (圖拉州)
53°15′56″N 37°42′05″E / 53.26556°N 37.70139°E
卡緬卡區（俄语：Каменский район），是俄羅斯的一個區，位於該國西部，由圖拉州負責管轄，面積約795平方公里，2010年該區人口9,548，人口密度為每平方公里12.01人。